# Can Lleuder
Can Lleuder és una masia a l'oest del nucli de Santa Maria de Palautordera (al Vallès Oriental). Masia orientada cap a l'est i coberta a dues vessants. Edifici compost de planta baixa, pis i golfes. La façana presenta d'una porta dovellada als costats de la qual hi ha dos bancs. Les finestres són d'arc pla. Les de les golfes són arquejades i geminades. A la seva part superior hi ha un rellotge de sol modern de rajoles. A ambdós costats de la façana hi ha annexes. La masia apareix al fogatge de 1553. L'edifici ha patit diverses reformes al llarg de la història. Als anys 40 n'hi hagué una i darrerament una altra. Els propietaris, antics masovers, compraren la casa.